# プリシラ・ハンビィ
プリシラ・ハンビィ（Priscilla Hamby、1982年8月5日 - ）はアメリカ合衆国の漫画家、イラストレーター。
日本の漫画スタイルの描画を得意とする。ペンネームはRem(レム)。Tsulala(ツララ)という呼称も使う。
テキサス州ヒューストン在住。ヒューストン大学の美術学科を2003年卒業。

## 活動
- 2003年　Tokyopopの最初のRising Stars of MangaのコンペにおいてDevil's Candyで大賞を受賞[1]。
  - Devil's CandyはウェブコミックとなりHiveworks Comicsで公開され[2]、2003年時と同じくシナリオはClint Bickhamが担当している[3]。
- 2006年 英国のOnisoft社（現在は消滅）のゲームソフト『Fate of Ages』の2Dキャラと環境デザインを行った。
- 2007年 第1回モーニング国際新人漫画賞において『Kage no Matsuri（影の祭）』で大賞を受賞[4]、モーニングに掲載。作者のホームページ上にも掲載されている[5]。
- TOKYOPOPの『Domo: The Manga』を担当。
- 2012年 『Gail Carriger』の小説を原作としたYen PressのSoulless: The Mangaの３冊の作画を担当[6]。
- ライトノベル『Tokyo Demons』の挿絵を担当。[7]。
- 2015年 少年ジャンプ+に『Folie À Deux』を掲載[8]。
- 2019年 9月5日にリリースされたWayForward Technologiesとアークシステムワークスのゲームソフト『熱血硬派くにおくん外伝 River City Girls』においてキャラクターデザイン及びイラストを担当[9]。